# آرمین مایوالت
آرمین مایوالت (آلمانی: Armin Maiwald؛ ‏ تلفظ آلمانی: /ˈmaɪ̯valt/؛ ‏ زادهٔ ۲۳ ژانویهٔ ۱۹۴۰) کارگردان تلویزیونی، تهیه‌کننده تلویزیونی، مجری تلویزیون، پدیدآور، و نویسنده اهل آلمان است.
از فیلم‌ها یا مجموعه‌های تلویزیونی که وی در آن‌ها نقش داشته است، می‌توان به جعبه اسباب‌بازی اشاره نمود.
وی همچنین برندهٔ جوایزی همچون نشان افتخار شایستگی جمهوری فدرال آلمان شده است.